# Космати
Космати (грч. Κοσμάτι) је насељено место у општини Гребен у периферији Западна Македонија, Грчка. Према попису из 2021. године био је 91 становник.
Према бугарском географу и историчару, Василу Канчову, у Косматију је 1900. године живело 240 Грка.